# Ivet Lalova
Ivet Miroslavova Lalova (Bulgaars: Ивет Мирославова Лалова) (Sofia, 18 mei 1984), is een Bulgaarse sprintster, die voornamelijk op de 100 en de 200 m uitkomt. Zij werd Europees kampioene op de 200 m en nam vijfmaal deel aan de Olympische Spelen, maar behaalde hierbij geen medailles.

## Biografie
Haar vader, Miroslav Lalov, kwam al in 1966 voor Bulgarije uit op de 200 m. Hij was in 1966 Bulgaars kampioen. Ivet begon met zwemmen en gymnastiek, maar schakelde al snel over op atletiek. In 2000 werd ze Bulgaars jeugdkampioene op de 100 en de 200 m en werd vierde op de wereldkampioenschappen voor junioren in 2001. In 2003 won ze op de Europese kampioenschappen voor junioren zowel de 100 als de 200 m.
In 2004 liep Lalova in Plovdiv een persoonlijk record van 10,77 s op de 100 m, waarmee ze zich een plaats in de top-10 aller tijden verschafte. Op de Europese indoorkampioenschappen van 2005 werd ze kampioene op de 200 m.
Haar sportcarrière lag van juni 2005 tot en met mei 2007 stil, doordat ze haar rechterbeen brak tijdens een warming-up in Athene.
In 2007 hervatte Ivet Lalova haar carrière met een zevende plaats op de wereldatletiekfinale in Stuttgart. Op de Olympische Spelen van 2008 van Peking sneuvelde zij op de 100 m in de halve finale met een tijd van 11,51. Op de 200 m bereikte zij de finale, waarbij ze genoegen moest nemen met een vijfde plaats in 22,57. Op de Olympische Spelen van 2012 in Londen sneuvelde ze op zowel de 100 m als de 200 m in de halve finale.
Ivet Lalova eindigde tweemaal als negende in de halve finales van de wereldkampioenschappen van 2013 in Moskou, waar slechts acht personen de finale mogen lopen. Op de 200 m liep Lalova 22,81 s, waar Charonda Williams zich als tijdsnelste kwalificeerde voor de finale met een tijd van 22,80 s. Op de 100 m was de afstand tot de finale groter. Ze had sneller dan 11,01 s moeten sprinten, waar ze zelf 11,10 s liep.

## Titels
- Europees kampioene 100 m - 2012
- Europees indoorkampioene 200 m - 2005
- Bulgaars kampioene 100 m - 2004, 2005
- Bulgaars kampioene 200 m - 2004
- Bulgaars indoorkampioene 60 m - 2003, 2009
- Europees juniorenkampioene 100 m - 2003
- Europees juniorenkampioene 200 m - 2003

## Persoonlijke records
Outdoor
| Onderdeel | Prestatie | Datum            | Plaats  |
| --------- | --------- | ---------------- | ------- |
| 100 m     | 10,77 s   | 19 juni 2004     | Plovdiv |
| 200 m     | 22,32 s   | 27 augustus 2015 | Peking  |

Indoor
| Onderdeel | Prestatie | Datum            | Plaats   |
| --------- | --------- | ---------------- | -------- |
| 50 m      | 6,23 s    | 14 februari 2012 | Liévin   |
| 60 m      | 7,12 s    | 3 maart 2013     | Göteborg |
| 200 m     | 22,87 s   | 1 februari 2004  | Sofia    |

## Palmares

### 60 m
- 2012: 8e WK indoor - 7,27 s (in serie 7,19 s)

### 100 m
- 2003:  EJK - 11,42 s
- 2004: 4e OS - 11,00 s
- 2004: 7e Wereldatletiekfinale - 11,28 s
- 2007: 7e Wereldatletiekfinale - 11,59 s
- 2011: 7e WK - 11,27 s
- 2012:  EK - 11,28 s (in serie 11,06 s)
- 2012: 6e in ½ fin. OS - 11,31 s
- 2013: 4e in ½ fin. WK - 11,10 s
- 2014: 4e FBK Games - 11,29 s
- 2015: 5e in ½ fin. WK - 11,13 s (in serie 11,09 s)
- 2016:  EK - 11,20 s (-0,2 m/s)

### 200 m
- 2001: 4e WJK - 24,39 s
- 2003:  EJK - 22,88 s
- 2004: 5e OS - 22,57 s
- 2004: 7e Wereldatletiekfinale - 23,37 s
- 2005:  EK indoor - 22,91 s
- 2008: 4e in ¼ fin. OS - 23,15 s
- 2009: 6e in serie WK - 23,60 s
- 2011: 3e in ½ fin. WK - 23,03 s
- 2012: 5e in ½ fin. EK - 23,26 s
- 2012: 6e in ½ fin. OS - 22,98 s
- 2013: 4e in ½ fin. WK - 22,81 s
- 2015: 7e WK - 22,41 s (+0,2 m/s)(in ½ fin. 22,32 s; - 0,1 m/s)
- 2016:  EK - 22,52 s (-0,4 m/s)

### Golden en Diamond League-podiumplekken
- 2004:  Meeting Gaz de France 100 m – 11,13 s
- 2004:  Meeting Gaz de France 200 m – 22,76 s
- 2004:  Memorial Van Damme 100 m – 11,11 s
- 2004:  ISTAF 100 m – 11,19 s
- 2011:  Bislett Games 100 m – 11,01 s
- 2013:  Golden Gala 200 m – 22,78 s
- 2013:  Bislett Games 100 m – 11,04 s
- 2013:  Sainsbury’s Grand Prix 200 m – 23,02 s

- World Athletics: 14268643